# August Sabbe
August Sabbe (1. september 1909 – 27. september 1978) var en af de sidste overlevende estiske medlemmer af Skovbrødrene, en gruppe fra Estland, Letland og Litauen, som kæmpede mod den sovjetiske besættelse. Sabbe gemte sig i Estlands skove og levede fra dag til dag som Skovbrødrene.
I en alder af 69 blev Sabbe fundet af to KGB-agenter, mens han var i fiskertøj. Da de forsøgte at fange ham, hoppede han i en flod og blev spiddet af en pæl og døde. Denne beretning er betvivlet af KGB.[kilde mangler]